# Cast in Steel
Cast in Steel is het tiende studio-album van de Noorse popgroep a-ha en is uitgebracht op 4 september 2015.
Na de uitgave van het negende studioalbum, Foot of the Mountain, kondigde a-ha aan als band te stoppen. In 2015 werd bekendgemaakt dat de band voor twee jaar nieuw leven ingeblazen wordt. Na uitgave van het album Cast in Steel ging de band op wereldtournee.

## Tracklisting
| Nr. | Titel                          | Tekst                           | Muziek                                   | Producent(en)                        | Duur |
| --- | ------------------------------ | ------------------------------- | ---------------------------------------- | ------------------------------------ | ---- |
| 1.  | Cast in Steel                  | Paul Waaktaar-Savoy             | Savoy                                    | Savoy, Erik Ljunggren                | 3:50 |
| 2.  | Under The Makeup               | Savoy                           | Savoy                                    | Savoy, Ljunggren                     | 3:25 |
| 3.  | The Wake                       | Morten Harket, Ole Sverre Olsen | Harket, Peter Kvint                      | Harket, Kvint                        | 3:45 |
| 4.  | Forest Fire                    | Magne Furuholmen                | Furuholmen, Harket, Martin Terefe, Kvint | Steve Osborne, Furuholmen, Ljunggren |      |
| 5.  | Objects In The Mirror          | Furuholmen                      | Furuholmen                               | Osborne, Furuholmen, Ljunggren       |      |
| 6.  | Door Ajar                      | Savoy                           | Savoy                                    | Savoy, Alan Tarne]                   | 3:45 |
| 7.  | Living At The End Of The World | Harket, Olsen                   | Harket, Kvint                            | Harket, Kvint                        |      |
| 8.  | Mythomania                     | Furuholmen                      | Furuholmen                               | Furuholmen, Ljunggren                |      |
| 9.  | She’s Humming A Tune           | Savoy                           | Savoy                                    | Savoy, Ljunggren                     |      |
| 10. | Shadow Endeavors               | Savoy                           | Savoy                                    | Savoy, Tarney                        | 4:21 |
| 11. | Giving Up The Ghost            | Furuholmen                      | Furuholmen                               | Furuholmen, Ljunggren                | 4:15 |
| 12. | Goodbye Thompson               | Savoy                           | Savoy                                    | Savoy, Tarney                        |      |